# Paramenesia
Paramenesia is een kevergeslacht uit de familie van de boktorren (Cerambycidae). De wetenschappelijke naam van het geslacht werd voor het eerst geldig gepubliceerd in 1952 door Breuning.

## Soorten
Paramenesia omvat de volgende soorten:
- Paramenesia kasugensis (Seki & Kobayashi, 1935)
- Paramenesia nigrescens Breuning, 1966
- Paramenesia subcarinata (Gressitt, 1951)
- Paramenesia theaphia (Bates, 1884)